# Cachán de Echeverría
Cachán de Echeverría es una localidad en el extremo sureste del estado de Michoacán de Ocampo, pertenece al municipio de Aquila. Su nombre se origina por la forma en que se unen los ríos Coalcomán y San José.

## Medio físico

### Localización
Cachán de Echeverría se encuentra localizado en las coordenadas geográficas 18°15′06″N 103°14′52″O / 18.251599, -103.247655, a una altitud entre 15 y 70 metros sobre el nivel del mar. 

### Hidrografía
Al norte de la localidad se encuentra el río Coalcomán y el río San José, el primero ha crecido de manera drástica los últimos 6 años dejando a su paso grandes desastres. 

## Biodiversidad

#### Flora
La que predomina en las montañas está formada por xolocoáhuitl, habillo, mojo, guásima, tepemezquite, asmol, llorasangre, timúchil, coliguana, granjén, otate, picus, parotas, palmeras, limón, mangos, almendros, plátanos, etc.

#### Fauna
La forman estas especies: coyote, jabalí, tejón, venado, ardilla, iguana, peces del río; aves como la güilota, la chachalaca, pericos, entre otras...

## Clima
En la localidad de Cachán de Echeverría predomina el clima semiseco muy cálido. La temperatura media anual es de 26.3 °C, con una precipitación media anual de 810.6 milímetros siendo el régimen de lluvias, principalmente en verano.
| Parámetros climáticos promedio de Cachán de Echeverría | Parámetros climáticos promedio de Cachán de Echeverría | Parámetros climáticos promedio de Cachán de Echeverría | Parámetros climáticos promedio de Cachán de Echeverría | Parámetros climáticos promedio de Cachán de Echeverría | Parámetros climáticos promedio de Cachán de Echeverría | Parámetros climáticos promedio de Cachán de Echeverría | Parámetros climáticos promedio de Cachán de Echeverría | Parámetros climáticos promedio de Cachán de Echeverría | Parámetros climáticos promedio de Cachán de Echeverría | Parámetros climáticos promedio de Cachán de Echeverría | Parámetros climáticos promedio de Cachán de Echeverría | Parámetros climáticos promedio de Cachán de Echeverría | Parámetros climáticos promedio de Cachán de Echeverría |
| Mes                                                    | Ene.                                                   | Feb.                                                   | Mar.                                                   | Abr.                                                   | May.                                                   | Jun.                                                   | Jul.                                                   | Ago.                                                   | Sep.                                                   | Oct.                                                   | Nov.                                                   | Dic.                                                   | Anual                                                  |
| ------------------------------------------------------ | ------------------------------------------------------ | ------------------------------------------------------ | ------------------------------------------------------ | ------------------------------------------------------ | ------------------------------------------------------ | ------------------------------------------------------ | ------------------------------------------------------ | ------------------------------------------------------ | ------------------------------------------------------ | ------------------------------------------------------ | ------------------------------------------------------ | ------------------------------------------------------ | ------------------------------------------------------ |
| Temp. máx. media (°C)                                  | 23.9                                                   | 23.7                                                   | 25.9                                                   | 26.6                                                   | 27.4                                                   | 29.3                                                   | 29.5                                                   | 28.9                                                   | 28.1                                                   | 27.7                                                   | 26.9                                                   | 25.3                                                   | 26.3                                                   |
| Temp. mín. media (°C)                                  | 12.4                                                   | 13.0                                                   | 15.4                                                   | 16.1                                                   | 17.4                                                   | 19.7                                                   | 22.4                                                   | 21.7                                                   | 21.4                                                   | 19.9                                                   | 16.3                                                   | 14.0                                                   | 17.9                                                   |
| Precipitación total (mm)                               | 32.6                                                   | 2.0                                                    | .06                                                    | .02                                                    | 17.6                                                   | 107.8                                                  | 154.9                                                  | 181.5                                                  | 181.4                                                  | 80.8                                                   | 38.5                                                   | 12.7                                                   | 810.6                                                  |

## Demografía
De acuerdo al Censo de Población y Vivienda de 2010 realizado por el Instituto Nacional de Estadística y Geografía, la población de Cachán de Echeverría es de 772 personas, siendo 380 hombres y 392 mujeres. Cachán de Echeverría representa para el municipio de Aquila la cuarta localidad con mayores índices de población.

## Educación
Cachán de Echeverría es uno de los más importantes centros culturales del municipio por la gran cantidad de eventos artísticos en él desarrollados.
Escuela Inicial "Josefa Ortíz de Domínguez"
Jardín de Niños "Francisco I Madero"
Escuela Primaria "Miguel Hidalgo"
Escuela Primaria "Melchor Ocampo"
Escuela Secundaria "Gral. Lázaro Cárdenas"
Telebachillerato 16